# Vinnö
Vinnö est une localité suédoise située dans la commune de Kristianstad en Scanie.
Sa population était de 536 habitants en 2010.